# IC 3583
IC 3583 ist eine Irreguläre Galaxie mit ausgedehnten Sternentstehungsgebieten vom Hubble-Typ IBm im Sternbild Jungfrau auf der Ekliptik. Sie ist schätzungsweise 48 Millionen Lichtjahre von der Milchstraße entfernt und hat einen Durchmesser von etwa 35.000 Lichtjahren. Unter der Katalognummer VVC 1686 wird sie als Mitglied des Virgo-Galaxienhaufens gelistet. Gemeinsam mit Messier 90 (NGC 4569) bildet sie das gravitativ gebundene Galaxienpaar Arp 76
Halton Arp gliederte seinen Katalog ungewöhnlicher Galaxien nach rein morphologischen Kriterien in Gruppen. Diese Galaxie gehört zu der Klasse Spiralgalaxien mit einem kleinen Begleiter hoher Flächenhelligkeit auf einem Arm (Arp-Katalog).
Im selben Himmelsareal befinden sich u. a. die Galaxien NGC 4584, IC 3567, IC 3575, IC 3611.
Das Objekt wurde am 29. April 1892 vom walisischen Astronomen Isaac Roberts entdeckt.